# Rebelión de los Pilotos
Rebelión de los Pilotos foi uma sublevação militar realizada por seis membros da Aviação Militar Dominicana (atual Força Aérea Dominicana) em 19 de novembro de 1961, que pôs fim a 31 anos de tirania trujillista ao provocar a saída definitiva da família Trujillo do país. O complô impediu que Ramfis Trujillo, José Arismendy (Petán) e Héctor Bienvenido Trujillo Molina retornassem ao poder e reeditassem o regime liderado por Rafael Leónidas Trujillo.
Este fato marca o fim de uma das mais sangrentas ditaduras do século XX e o início da democracia na República Dominicana, impedindo o desaparecimento da classe política opositora ao regime trujillista.

## História
Na manhã de 19 de novembro de 1961 ocorre a Rebelión de los Pilotos. A artilharia e a frota de petroleiros da Base Aérea de San Isidro foi bombardeada, assim como outras instalações militares que permaneceram leais a Trujillo, como as fortalezas Mao e Puerto Plata. Esses ataques conseguiram dissuadir as forças militares que apoiavam Trujillo e obtiveram a saída definitiva do país dos remanentes trujillistas.
Esse fato impediu que Petán, Negro e Ramfis Trujillo executassem um complô para depor Joaquín Balaguer da presidência da República e assassinassem os principais líderes da União Cívica Nacional e do Movimiento Revolucionario 14 de Junio. Na noite de 18 de novembro se reuniram na Base Aérea de San Isidro Petán Trujillo, o chefe da Força Aérea, Tunti Sánchez, e os chefes regionais do temido Servicio de Inteligencia Militar (SIM), incluindo Alicinio Peña Rivera, que matariam os políticos e antitrujillistas de Cibao. Este plano foi chamado Operación Luz Verde ou Matanza de San Bartolomé, cujo objetivo eram assassinatos em série, onde seriam fuzilados líderes como Viriato Fiallo, Joaquín Balaguer, entre outros.
A Rebelión de los Pilotos foi projetada e executada pelos tenentes-coronéis Manuel Durán Guzmán, ideólogo do complô, Raymundo Polanco Alegría, comandante do Escuadrón de Caza Ramfis, e Nelton González Pomares. Foi liderado pelo general Pedro Rodríguez Echavarria, naquele momento comandante da base aérea de Santiago, e os oficiais superiores Pedro Santiago Rodríguez Echavarría (Chaguito) e Federico Fernández Smester.